# Ocrepeira
Ocrepeira är ett släkte av spindlar. Ocrepeira ingår i familjen hjulspindlar.

## Dottertaxa tillOcrepeira, i alfabetisk ordning[1]
- Ocrepeira abiseo
- Ocrepeira albopunctata
- Ocrepeira anta
- Ocrepeira aragua
- Ocrepeira arturi
- Ocrepeira atuncela
- Ocrepeira barbara
- Ocrepeira bispinosa
- Ocrepeira branta
- Ocrepeira camaca
- Ocrepeira comaina
- Ocrepeira covillei
- Ocrepeira cuy
- Ocrepeira darlingtoni
- Ocrepeira duocypha
- Ocrepeira ectypa
- Ocrepeira fiebrigi
- Ocrepeira galianoae
- Ocrepeira georgia
- Ocrepeira gima
- Ocrepeira globosa
- Ocrepeira gnomo
- Ocrepeira gulielmi
- Ocrepeira heredia
- Ocrepeira herrera
- Ocrepeira hirsuta
- Ocrepeira hondura
- Ocrepeira incerta
- Ocrepeira ituango
- Ocrepeira jacara
- Ocrepeira jamora
- Ocrepeira klossi
- Ocrepeira lapeza
- Ocrepeira lisei
- Ocrepeira lurida
- Ocrepeira macaiba
- Ocrepeira macintyrei
- Ocrepeira magdalena
- Ocrepeira malleri
- Ocrepeira maltana
- Ocrepeira maraca
- Ocrepeira mastophoroides
- Ocrepeira molle
- Ocrepeira pedregal
- Ocrepeira pinhal
- Ocrepeira pista
- Ocrepeira planada
- Ocrepeira potosi
- Ocrepeira redempta
- Ocrepeira redondo
- Ocrepeira rufa
- Ocrepeira saladito
- Ocrepeira serrallesi
- Ocrepeira sorota
- Ocrepeira steineri
- Ocrepeira subrufa
- Ocrepeira tinajillas
- Ocrepeira tumida
- Ocrepeira tungurahua
- Ocrepeira valderramai
- Ocrepeira venustula
- Ocrepeira verecunda
- Ocrepeira viejo
- Ocrepeira willisi
- Ocrepeira yaelae
- Ocrepeira yucatan